# Mama (canção de Spice Girls)
"Mama" é uma canção do girl group britânico Spice Girls. Foi co-escrito pelas integrantes do conjunto, Matt Rowe e Richard Stannard, e produzido por Rowe e Stannard para o álbum de estréia das meninas, Spice, lançado em novembro de 1996. "Mama" é uma balada pop que possui instrumentação de teclado, uma guitarra rítmica, um violoncelo e um violino, e suas letras abortam as dificuldades nas relações entre mães e filhas, que aparecem durante a adolescência.
Foi lançado como um lado A duplo com "Who Do You Think You Are", e tornou-se o single oficial. O videoclipe foi dirigido por Big TV!, apresentou o grupo cantando a um público de crianças e para suas próprias mães. Apesar de receber críticas mistas dos críticos de música, "Mama" foi comercialmente bem-sucedido. Lançado como o quarto single do álbum em 1997, tornou-se o quarto número um consecutivo do grupo no Reino Unido, o que fez das Spice Girls o primeiro grupo na história da parada a ter seus primeiros quatro primeiros singles a alcançassem o número um. Foi certificada de platina pela British Phonographic Industry (BPI). Saindo-se bem internacionalmente, ficando entre os dez maiores em muitos países europeus, na Nova Zelândia, e os 15 primeiros na Austrália.

## Escrita e inspiração
"Mama" foi escrita pelas Spice Girls com os parceiros de composição Matt Rowe e Richard Stannard. Em uma entrevista sobre o processo de escrita entre o grupo e a dupla, Rowe creditou Mel B, por ela ter vindo com o conceito da música. Durante o processo de escrita, cada integrante escreveu um pequeno verso em um canto diferente do estúdio de gravação, enquanto o refrão, terminava em torno do piano com um violão. Então, os produtores adicionaram um coro gospel preenchendo as harmonias do grupo, no final da música. Brown explicou a inspiração para a música no livro Real Life: Real Spice The Official Story:

Nós escrevemos "Mama" quando eu estava passando por uma fase ruim com minha mãe. Os sentimentos são em sua maioria, que sua mãe provavelmente é a melhor amiga que você tem. Se ela é uma mãe superprotetora ou um pouco controladora, ela provavelmente o conhece melhor que você de certa forma.

No mesmo livro, Melanie C elaborou ainda mais: ""Mama" é sobre você é uma vaca para sua mãe, quando você está passando por esse estágio de adolescência rebelde. Então, quando você fica um pouco mais velho, você percebe que, seja lá o que for, Ela estava apenas fazendo isso por seu próprio bem. E você pensa: "Deus, eu era realmente horrível". "Mama" foi lançado no Reino Unido e na Irlanda, como um duplo lado A juntamente com "Who Do You Think You Are" em março de 1997, cronometrado não só para coincidir com o Telethon Comic Relief, mas também com Mothering Sunday.

## Composição
"Mama" é uma balada pop, escrita no tom de Fá menor, está definida na assinatura temporal de tempo comum e se move com um ritmo moderado de 100 batidas por minuto. A canção é construída em uma forma de verso-coro, com uma ponte antes do terceiro coro e sua instrumentação vem de teclado, uma guitarra rítmica, um violoncelo e um violino.
Ele abre com uma introdução instrumental, com uma progressão de acordes de D ♭ -E ♭ -Fm-E ♭ / G-A ♭, que é usada em toda a música. Bunton e Brown cantam o primeiro e o segundo verso, respectivamente. O refrão e o terceiro coro seguem. Em seguida, um coro, organizado por Mark Beswick, complementa o grupo durante a última parte da música. "Mama" termina com o grupo repetindo o coro até que a música desaparece gradualmente. Liricamente, a canção lida com as dificuldades nas relações entre mães e adolescentes que aparecem durante a adolescência e foi dedicada às mães das integrantes do grupo.

## Recepção

### Recepção da critica
"Mama" recebeu críticas mistas dos críticos de música. O Daily Mirror criticou a música dizendo: "Nós não queremos que as nossas Spice Girls sejam doces, pois estão muito. Elas devem se concentrar a rebeldia e deixar Daniel O'Connell, cuidar das suas mães". Dev Sherlock do Yahoo! Music Radio, chamou a música de "brilhante balada que faria Mariah Carey, orgulhosa". Edna Gundersen, da USA Today, disse que o álbum, Spice, "é um produto dance-pop montado", acrescentando que "apenas a funk "Say You'll Be There" e o toque de cornkey "Mama", sugere alguma profundidade".
Em uma revisão do álbum Spice, Ken Tucker, da Entertainment Weekly, a chamou de "uma balada sem medo" e acrescentou que "provavelmente evitará que elas sejam uma maravilha comercial na América".. Melissa Ruggieri, do Richmond Times-Dispatch, disse que, na música, as meninas "são vocalistas luminosas, que se harmonizam com a doçura perfumada quando convocados". Daniel Incognito do Sputnikmusic, disse que em "Mama", o grupo "canta com emoção sincera" e acrescentou que "o seu canto tem um pouco amador e é levado e empurrado pela equipe de produção, harmonizando-se bem em um agitado pop gradiador".

### Performance comercial

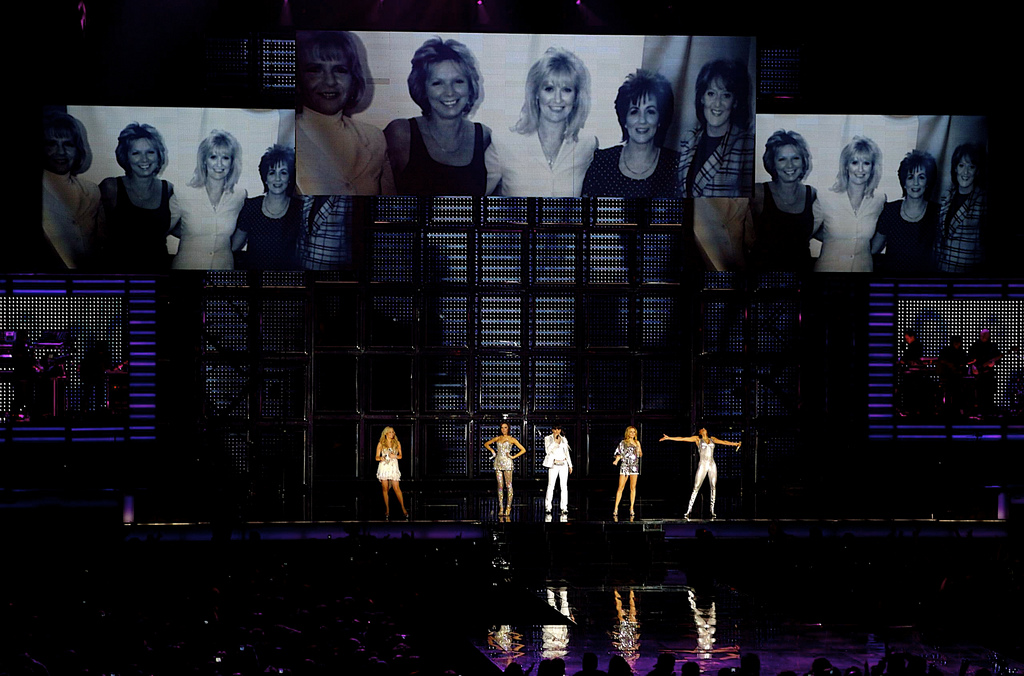
O grupo performando "Mama" no Air Canada Centre em Toronto, no Canadá, durante a turnê Return of the Spice Girls, com as telas do pano de fundo mostrando uma foto de suas mães.

"Mama" foi lançado no Reino Unido como um single duplo lado A com "Who Do You Think You Are", em 3 de março de 1997. Ele estreou no UK Singles Chart no número um, com vendas de 248.000 cópias, tornando-se o quarto turno consecutivo do grupo. Esta conquista fez das Spice Girls o primeiro artista na história da principal parada do Reino Unido, a conseguir seus primeiros quatro singles, a alcançarem o número um, quebrando o recorde marcado por Gerry & The Pacemakers, Frankie Goes to Hollywood, Jive Bunny and the Mastermixers e Robson & Jerome, com três números uns, cada um. Ele passou três semanas no número um, nove semanas no top quarenta, quinze semanas no top setenta e cinco, e vendeu 732,000 cópias a partir de março de 2017, obtendo uma certificação de platina pela British Phonographic Industry (BPI ).
"Mama" foi comercialmente bem sucedida na Europa. Alcançou o número três no Eurochart Hot 100, e realizou-se de forma semelhante em outras paradas europeias. Tornou-se o terceiro número um do grupo na Irlanda, e atingiu o pico dentro dos dez melhores na Bélgica (nas paradas flamengas e francesas), Alemanha, Holanda, Suécia e Suíça. "Mama" foi lançado como single autônomo na Áustria, Finlândia e Itália. Na Áustria, foi lançado em 23 de março de 1997, estreando no Ö3 Austria Top 40, no número trinta e um. Alcançou o número um, na sua nona semana e permaneceu quinze semanas na parada.
Na Oceania, seu desempenho comercial foi em sua maioria positivo, embora não tão esmagador quanto seus três primeiros singles. Na Nova Zelândia, estreou em 23 de março de 1997, no número dez, enquanto seus três primeiros singles desceram lentamente da parada. Ele alcançou o número seis e ficou quinze semanas na parada. Na Austrália, não funcionou tão bem quanto os lançamentos anteriores. Em 27 de julho de 1997, estreou no quadro de singles no número treze, mas não conseguiu atingir uma posição mais alta e deixou a parada, após quatorze semanas.

## Videoclipe

O grupo em um estúdio cantando "Mama", para uma plateia de crianças.

O videoclipe de "Mama", foi dirigido em fevereiro de 1997, pela Big TV! e filmado em um estúdio em Ealing, Londres. apresenta o grupo cantando para uma plateia de crianças e suas próprias mães. O vídeo alternou entre essas de atores que atuavam versões crianças das Spice Girls, fazendo várias coisas juntas, como tocar, cantar e dançar, embora nenhuma das integrantes do grupo tenham crescido juntas. Ele também mostra cada mãe das garotas com uma foto de sua filha.
Sobre o lançamento, Victoria Beckham comentou: "Demorou tanto tempo para filmar o clipe de "Mama", mas foi bom que nossas mães estivessem lá e puderam ver o que estamos fazendo. É bom, porque elas realmente ficaram emocionadas e no final do dia, eu disse a minha mãe: "Ha! Agora você sabe como eu me sinto todos os dias!". Geri Halliwell comentou: "Achei um pouco estranho, trazendo minha mãe para trabalhar comigo no clipe de "Mama". Foi como eu dissesse: "Isso é o que eu faço, venha e faça isso também".

## Performances ao vivo

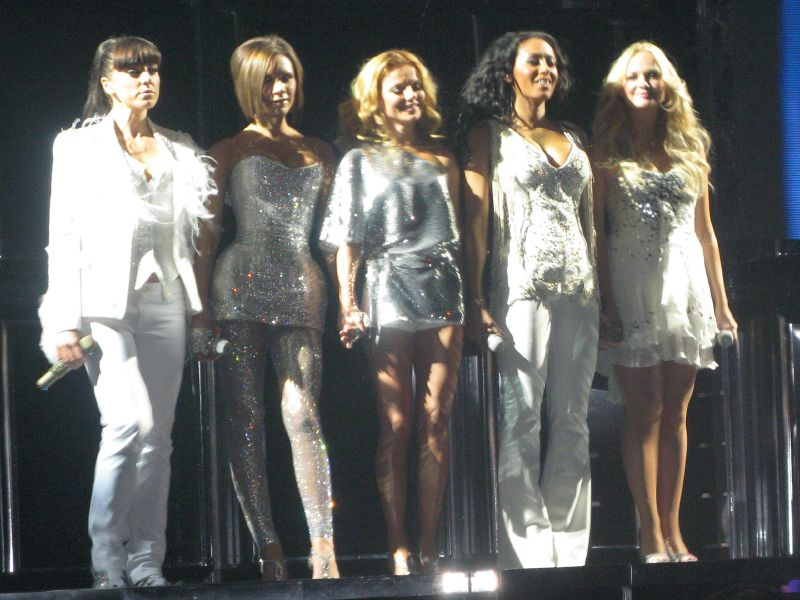
As Spice Girls de mãos dadas, prestes a cantar a música no Mandalay Bay Events Center em Las Vegas, Nevada, durante a turnê Return of the Spice Girls.

A música foi cantada muitas vezes na televisão, incluindo uma apresentação no An Audience with..., Live & Kicking, Top of the Pops, The Prince's Trust de 1997 e no Comic Relief de 1997. Em outubro de 1997, o grupo a cantou, como a décima terceira música do seu primeiro concerto ao vivo na Arena Abdi İpekçi em Istambul, Turquia. A apresentação foi transmitida no Showtime, em um evento pay-per-view intitulado Spice Girls In Concert Wild! No entanto, a versão VHS e DVD do concerto, Girl Power! Viver em Istambul, não inclui a apresentação. A música também foi usada durante o triller de seu filme de 1997, Spice World. Na cena, o grupo canta "Mama", no Royal Albert Hall de Londres, cercadas pela mídia e milhares de fãs. O projeto foi incluído como uma performance bônus na versão VHS e DVD do filme.
O grupo cantou a música em suas três turnês, Spiceworld Tour, Christmas in Spiceworld Tour e The Return of the Spice Girls. Permaneceu no repertório do grupo após a partida de Halliwell, no final da perna européia da Spiceworld Tour. A performance no concerto final da turnê pode ser encontrada no vídeo: Spice Girls Live at Wembley Stadium, filmado em Londres, em 20 de setembro de 1998. Durante a turnê Return of the Spice Girls, "Mama" foi realizada como a segunda música do quinto segmento do show. Todas as cinco meninas estavam juntas de mãos dadas para canta-la, enquanto as telas de LED no fundo, mostravam fotos de suas mães segurando fotos de bebê do grupo e uma montagem delas e seus filhos. Para os shows britânicos, cinquenta jovens do Coral da Criança, vestidas de branco, saíram de uma plataforma e juntasse ao palco contra as telas de fundo, para cantar com as Spice Girls. Durante alguns dos shows, o grupo trouxe seus filhos no palco.

## Faixas e Formatos
Estes são os formatos e faixas dos principais singles lançados de "Mama".
| - CD1 britânico/ CD1 australiano do Reino Unido CD1 / CD1 australiano 1. "Mama" (versão de rádio) – 3:40 2. "Who Do You Think You Are" (versão de rádio) – 3:44 3. "Baby Come Round" – 3:22 4. "Mama" (Biffco mix) – 5:49 | - CD alemão 1. "Mama" (versão de rádio) – 3:40 2. "Mama" (versão do álbum) – 5:03 3. "Who Do You Think You Are" (versão de rádio) – 3:44 |

## Desepenho nas tabelas musicais
| Chart (1997)                              | Melhor posição |
| ----------------------------------------- | -------------- |
| Alemanha (German Singles Chart)           | 4              |
| Austrália (Australian Singles Chart)      | 13             |
| Áustria (Austrian Singles Chart)          | 1              |
| Bélgica (Belgian Ultratop 50 (Flanders))  | 10             |
| Bélgica (Belgian Ultratop 40 (Wallonia))  | 7              |
| Escócia (Scottish Singles Chart)          | 1              |
| Europa (European Hot 100 Singles)         | 3              |
| Finlândia (Finnish Singles Chart)         | 15             |
| Irlanda (Irish Singles Chart)             | 1              |
| Itália (Italian Singles Chart)            | 12             |
| Noruega (Norwegian Singles Chart)         | 12             |
| Nova Zelândia (New Zealand Singles Chart) | 6              |
| Países Baixos (Dutch Top 40)              | 2              |
| Reino Unido (UK Singles Chart)            | 1              |
| Suécia (Swedish Singles Chart)            | 5              |
| Suíça (Swiss Singles Chart)               | 6              |

| Chart (1997)                    | Maior posição |
| ------------------------------- | ------------- |
| Alemanha (German Singles Chart) | 46            |